# Intercambio mortal
Intercambio mortal (título original: Deadly Switch) es una película estadounidense de suspenso y misterio de 2019, dirigida por Svetlana Cvetko, escrita por Chris Sivertson, musicalizada por Alexander Bornstein, en la fotografía estuvo Paul Salmons y los protagonistas son Hayley McLaughlin, Danika Yarosh y Dylan Walsh, entre otros. El filme fue producido por Headlong Entertainment, Ana Pictures y Benattar/Thomas Productions; se estrenó el 15 de enero de 2019.

## Sinopsis
Trata acerca de una estudiante de intercambio que ahora está en Estados Unidos, donde se transforma en el blanco de un peligroso acosador.